# Перша леді США
Перша леді США (англ. First Lady of the United States, FLOTUS) — титул, який неофіційно носить чинна господиня Білого дому, зазвичай дружина чинного Президента США. Хоч роль першої леді ніколи не була кодифікована чи офіційно визначена, вона має значний вплив на політичне і суспільне життя держави. Від початку 20-го сторіччя Першій леді допомагає її особистий персонал, який зараз відомий під назвою «Офіс Першої леді США» і який розташований в східному крилі Білого дому.
Чинною Першою леді США є Меланія Трамп, дружина 47-го Президента США Дональда Трампа. За всю історію США титул Першої леді мали лише жінки. Якщо Президентом США колись стане жінка (або чоловік, одружений з іншим чоловіком), то чоловік Президента матиме титул «Першого джентльмена». В минулому, якщо Президент був неодруженим або овдовілим, Президент доручав іншій близькій родичці або подрузі виконувати обов'язки Першої леді.
Хоч цей титул і почали використовувати значно пізніше, найпершою в історії США Першою леді вважають Марту Вашингтон, дружину першого Президента США Джорджа Вашингтона. Її сучасник часто називали її «Леді Вашингтон». Існує усталена традиція, що Перша леді займається активізмом чи благочинністю в певній сфері. Ця традиція почалась із Елеонори Рузвельт, дружини Президента Франкліна Делано Рузвельта, яка активно займалася правами жінок та громадянськими правами навіть після того, як вже не була Першою леді.
З 1790-х років роль Першої леді значно змінилась. Тепер ця роль включає участь в політичних кампаніях, управління господарством у Білому домі, активізм щодо соціальних проблем та представництво Президента на офіційних та церемоніальних заходах. Оскільки Перші леді зазвичай публікують свої мемуари, які сприймаються як потенційні джерела додаткової інформації про адміністрації їх чоловіків, та оскільки громадськість зацікавлена в цих жінках самих по собі, перші леді часто залишають в центрі уваги ще довго після закінчення терміну президентства їх чоловіків. Крім того, протягом років окремі Перші леді завойовують вплив у різноманітних сферах, від моди до громадської думки щодо політики.
Наразі є четверо живих колишніх Перших леді: Гілларі Клінтон (дружина Білла Клінтона), Лора Буш (дружина Джорджа Буша молодшого), Мішель Обама (дружина Барака Обами), Джилл Байден (дружина Джо Байдена).

## Походження титулу
Традиція називати Першою леді дружину або господарку в домі посадовця почалась саме у США. В перші роки існування держави ще не існувало усталеного титулу для дружини Президента. Багато з ранніх перших леді самі вибирали як вони вважали за краще їх називати, включаючи такі титули як «Леді», «Місіс Президент» та «Місіс президент» («Lady», «Mrs. President» та «Mrs. Presidentress»). Марту Вашингтон часто називали «Леді Вашингтон». Одним із найраніших використань титулу «Перші леді» є газетна стаття в 1838 році в газеті «St. Johnsbury Caledonian», де автор обговорює як Марта Вашингтон не змінилась, навіть після того як її чоловік став Президентом. Автор написав що «Перша леді нації зберегла звички зі свого ранішого життя. Не потураючи неробству, вона покидала постіль на світанку, а після сніданку йшла до себе в кімнату щоб вивчати писання».
Є чутки, що Доллі Медісон називали «Першою леді» в промові на її похороні в 1849 році, яку зачитав Президент Закарі Тейлор, однак не збереглось жодного письмового запису цієї промови, і жодна газета того часу не називала її так. В якийсь момент після 1849 року цей титул почали використовувати в соціальних колах Вашингтона. Один з найраніших відомих письмових випадків використання цього титулу датується 3 листопада 1863 року в щоденнику Вільяма Говарда Рассела, в якому він згадує про чутки щодо «Першої леді», маючи на увазі Мері Тодд Лінкольн. Титул вперше почав використовуватись загальнонаціонально в 1877 році, коли газетна журналістка Мері Еймс назвала Люсі Вебб Гейз «Першою леді нації» в своєму репортажі про інавгурацію Резерфорда Хейза. Постійні репортажі про діяльність Люсі Вебб Гейз допомогли поширити використання титулу за межі Вашингтона. Популярна комедійна п'єса 1911 року про Доллі Медісон, яка називалась «Перша леді нації», поширила використання титулу ще більше. В 1930-х роках термін вже широко використовувався. Пізніше, використання цього титулу поширилось із США на інші країни.
Коли Едіт Вілсон взяла контроль над розкладом свого чоловіка в 1919 році, після того як він переніс виснажливий інсульт, один республіканський сенатор назвав її «президент, яка здійснила мрію суфражисток, змінивши титул з Першої леді на в.о. Першого чоловіка».
Зараз в англійській мові щодо Першої леді часто використовується абревіатура «FLOTUS» (First Lady of the United States), по аналогії з тим що щодо Президента часто використовується абревіатура «POTUS» (President of the United States). Вперше таку абревіатуру було використано в 1983 році журналісткою Донні Редкліфф, яка писала для газети The Washington Post.
Декілька жінок (як мінімум тринадцять), які не були дружинами чинного Президента, виконували роль Першої леді, якщо Президент був неодруженим або овдовілим, або коли дружина Президента була не в змозі самостійно виконувати цю роль. В таких випадках цю роль брали на себе близькі родички або подруги Президента, наприклад Марта Джефферсон Рендольф (дочка Томаса Джефферсона), Сара Йорк Джексон і Емілі Донельсон (племінниці Ендрю Джексона), Мері Елізабет Блісс (дочка Закарі Тейлора), Мері Гаррісон Маккі (дочка Бенджаміна Гаррісон), Гаррієт Лейн (племінниця Джеймса Б'юкенена), Роуз Клівленд (сестра Гровера Клівленда).

## Роль
Позиція Першої леді не є виборною і має лише церемоніальну роль. Однак, Перші леді традиційно займають помітне місце в американському суспільстві. Роль Першої леді поступово збільшувалась протягом століть. Вона, перше і найважливіше, господарка в Білому домі. Вона організовує і відвідує офіційні церемонії та представляє державу поруч із або замість Президента. Марта Вашингтон започаткувала цю роль організовуючи багато державних церемоніальних подій в столицях держави (Нью-Йорку та Філадельфії). Такий вид соціальної взаємодії, який відомий під назвою «республіканський двір», надав жінкам з еліти можливість виконувати закулісні політичні ролі. До Марти Вашингтон та Ебігейль Адамс відносились так, ніби вони були «дамами» з британського королівського двору.
Доллі Медісон популяризувала роль першої леді беручи участь в кампанії з допомоги сиротам та жінкам, вдягаючись в елегантні модні наряди щоб привернути увагу газет до себе, і заодно до проблем сиріт, а також ризикуючи життям при порятунку культурних об'єктів під час англо-американської війни. Доллі Медісон задала стандарт того, як бути Першою леді, і її діяльність була прикладом для майже кожної наступної Першої леді аж до Елеонори Рузвельт в 1930-их. Рузвельт часто подорожувала та спілкувалась із багатьма групами, часто висловлюючи особисту думку, яка могла відрізнятися від думки Президента. Вона була авторкою колонки в щотижневій газеті і вела власну радіопередачу. Жаклін Кеннеді присвятила свій час ремонту і передекоруванню Білого дому.
Багато перших леді задавали тренди в моді. Деякі з них мали помітний політичний вплив, будучи важливими радниками Президента.
Протягом 20-го сторіччя все більш усталеною ставала традиція щоб Перші леді обирали конкретну проблему щодо якої здійснювати свій активізм, зазвичай такі, які не мають політичного підтексту. Зазвичай Перші леді наймають персонал, який допомагає їм в цій діяльності. Клаудія Альта Джонсон була однією з перших екологічних активісток, Пет Ніксон займалась волонтерство і часто їздила за кордон з цією метою, Бетті Форд підтримувала права жінок, Розалін Картер допомагала людям із психічними вадами. Ненсі Рейган започаткувала кампанію «Just Say No» проти наркотиків, Барбара Буш поширювала грамотність, Гілларі Клінтон намагалася реформувати систему охорони здоров'я в США, Лора Буш підтримувала права жінок та поширювала грамотність серед дітей, Мішель Обама відома своєю підтримкою родин військових та боротьбою із дитячим ожирінням, Меланія Трамп заявила що хоче використати свою позицію щоб допомогти дітям, включаючи попередження кібермоббінгу та підтримку дітей, на життя яких вплинули наркотики.
Під кінець каденції свого чоловіка, Гілларі Клінтон стала поки що єдиною Першою леді, яка балотувалась на політичну посаду. Поки вона займалась своєю кампанією, більшість обов'язків Першої леді виконувала її дочка Челсі Клінтон. Отримавши перемогу на виборах, Гілларі Клінтон стала сенаторкою від штату Нью-Йорк, а потім переобралась на ще один термін, таким чином пробувши сенаторкою з 2001 до 2009 року, коли вона покинула посаду в Конгресі щоб обійняти посаду Державного секретаря в адміністрації Барака Обами, на якій залишалась до 2013 року. Клінтон була кандидаткою в Президенти США на президентських виборах 2016 року, але програла Дональду Трампу.

## Офіс Першої леді
Офіс Першої леді США напряму підпорядковується Першій леді і його зобов'язанням є допомагати Першій леді виконувати обов'язки господарки в Білому домі, а також цей офіс відповідальний за всі соціальні і церемоніальні події в Білому домі. Перша леді має свою власну «адміністрацію», яка включає голову адміністрації, прессекретаря, Соціального секретаря Білого дому та головного флориста. Офіс першої леді є підрозділом Виконавчого офісу Президента США. коли Перша леді Гілларі Клінтон вирішила балотуватись в сенатори від штату Нью-Йорк, вона призупинила свою роль Першої леді та переїхала до міста Нью-Касл в штаті Нью-Йорк, щоб стати резиденкою штату. Вона відновила виконання обов'язків Першої леді одразу після перемоги у виборах, та одночасно виконувала обов'язки Першої леді США та сенатора США, поки через сімдесят днів каденція її чоловіка не закінчилась.
Попри великий обсяг роботи, яку виконують Перші леді, вони не отримують заробітну плату. Такий стан справ критикували Рональд Рейган та Барак Обама.

## Виставки та колекції
Започаткована в 1912 році, Колекція Перших Леді стала однією з найцікавіших в Смітсонівському музеї. Оригінальна виставка відкрилась в 1914 році і була однією з перших у Смітсонівському музеї, яка показувала жінок. Якщо початково виставка зосереджувалась на моді, то зараз вона більше заглиблюється у внесок Перших леді в інститут президентства та в американське суспільство. В 2008 році виставка «Перші леді в Смітсонівському» відкрилась в Національному музеї американської історії, як частина церемонії перевідкриття. Ця виставка послугувала мостом до розширеної виставки музею про історію Перших леді, яка відкрилась 19 листопада 2011. Виставка «Перші леді» показувала неофіційну, але дуже важливу роль Першої леді і шляхи якими різні жінки сформували цю роль, щоб зробити власні внески до інституту президентства і для нації.

## Перші леді в моді
Деякі перші леді отримали увагу за їхні сукні та стиль. Наприклад, Жаклін Кеннеді стала світовою іконою моди: її стиль копіювався комерційними виробниками та імітувався багатьма жінками і дівчатами, її внесли в Міжнародну залу слави найкраще одягнених осіб в 1965 році. Мішель Обама також привернула значну увагу за всій вибір у моді: публіцистка в сфері моди Робін Гіван похвалила її стиль в онлайн-журналі «The Daily Beast», вказавши що стиль Першої леді покращив публічне сприйняття адміністрації її чоловіка.

## Перші леді США та їх сфери діяльності
Протягом 20-го сторіччя все більш усталеною ставала традиція щоб Перші леді обирали конкретну проблему щодо якої здійснювати свій активізм, зазвичай такі, які не мають політичного підтексту. Зазвичай Перші леді наймають персонал, який допомагає їм в цій діяльності.

Елеонора Рузвельт 4 березня 1933 — 12 квітня 1945 Громадянські права, права жінок та гуманітарні питанняРузвельт роздає дітям безкоштовну їжу та воду в Гайд-Парку
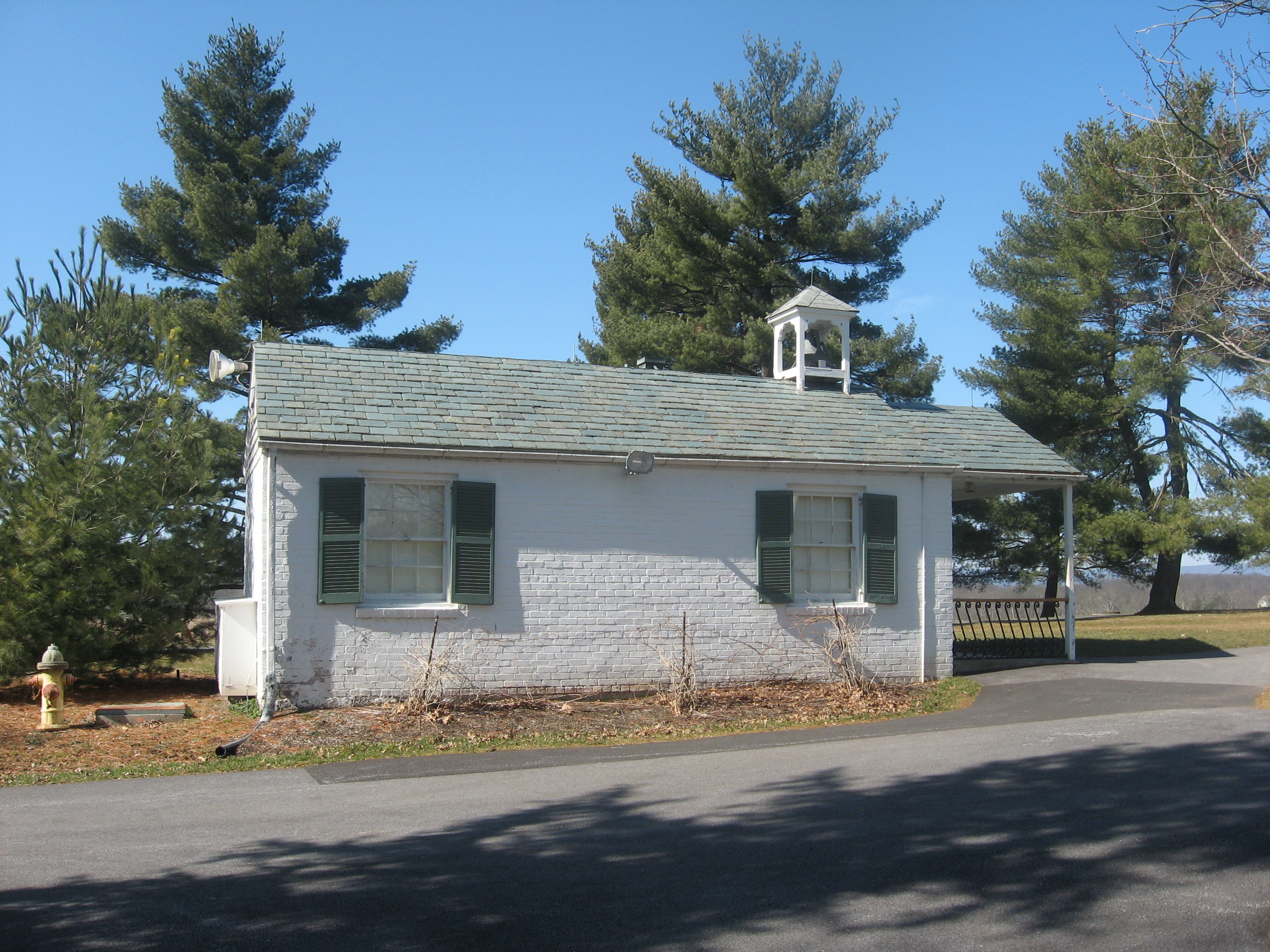
Меймі Ейзенхауер 20 січня 1953 — 20 січня 1961 фермерствоФерма Ейзенхауерів
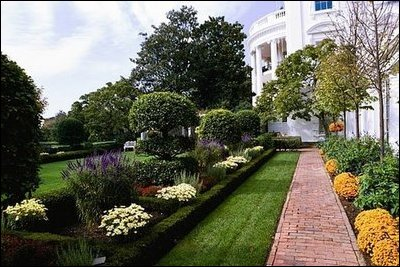
Жаклін Кеннеді 20 січня 1961 — 22 листопада 1963 Реставрація Білого дому та мистецтвоРозовий сад Кеннеді біля Білого дому, започаткований Жаклін Кеннеді
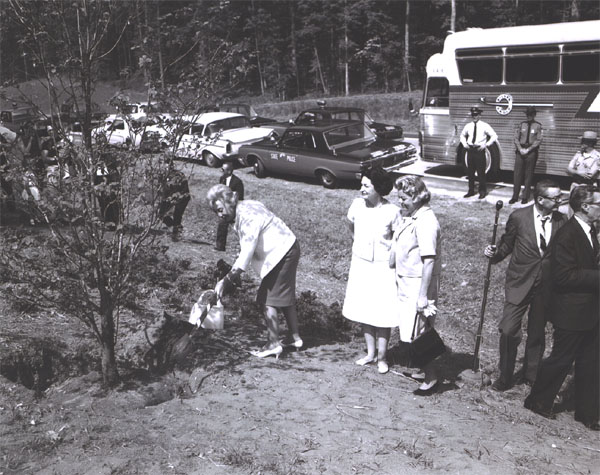
Клаудія Альта Джонсон 22 листопада 1963 — 20 січня 1969 Охорона довкілля та прикрашення місцевостіКлаудія Альта Джонсон бере участь в посадженні дерева, як частина її кампанії з прикрашення місцевості
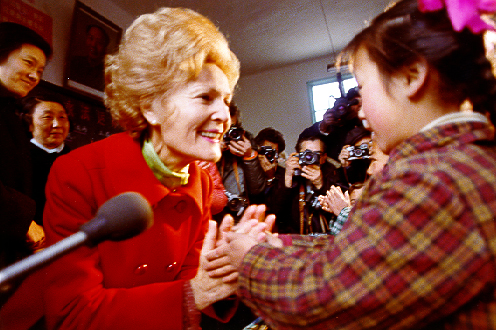
Пет Ніксон 20 січня 1969 — 9 серпня 1974 ВолонтерствоПет Ніксон займається волонтерством
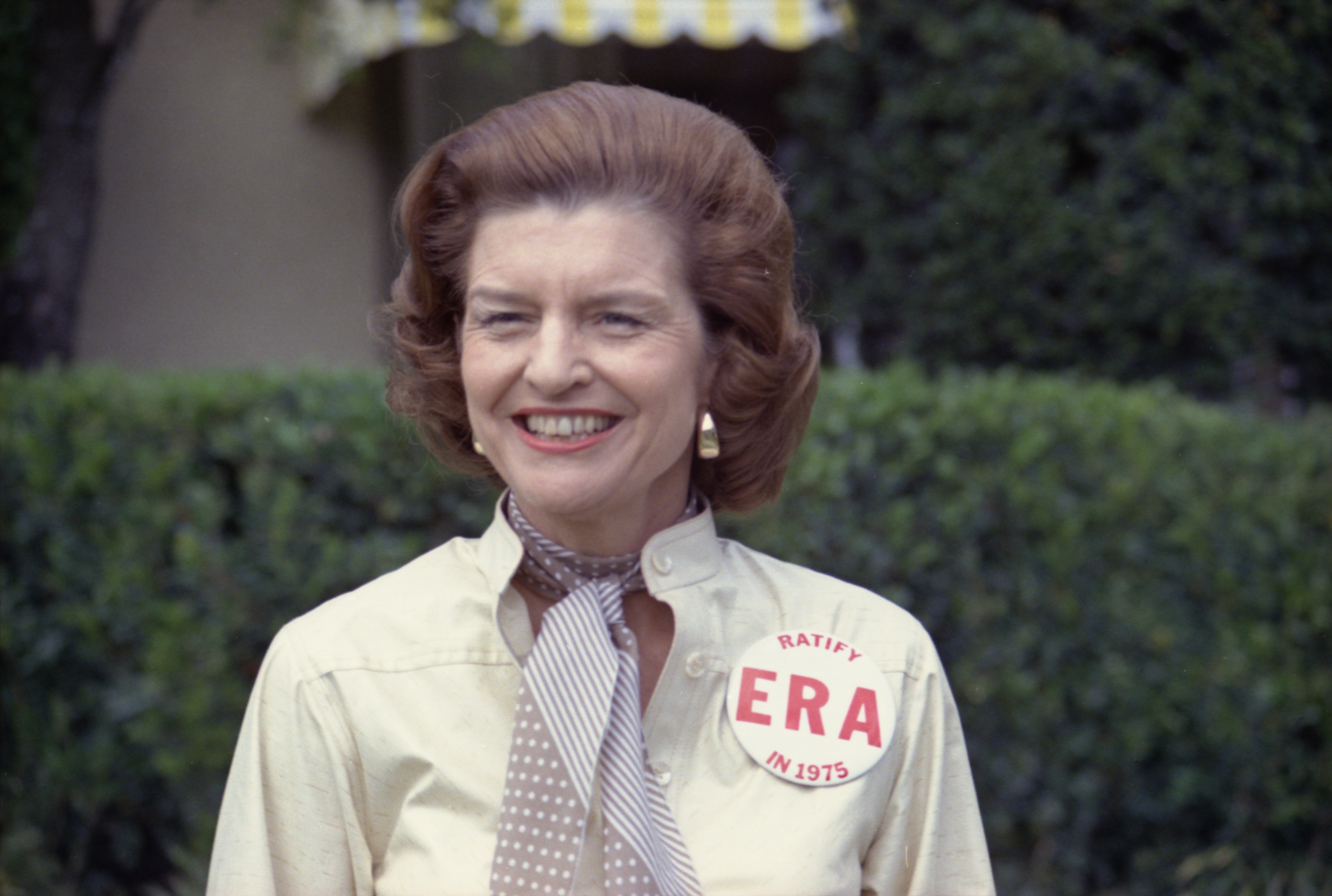
Бетті Форд 9 серпня 1974 — 20 січня 1977 Права жінокБетті Форд показує свою публічну підтримку Поправці про рівні права
Розалін Картер 20 січня 1977 — 20 січня 1981 Психічні вадиРозалін Картер головує на засіданні щодо психічних вад
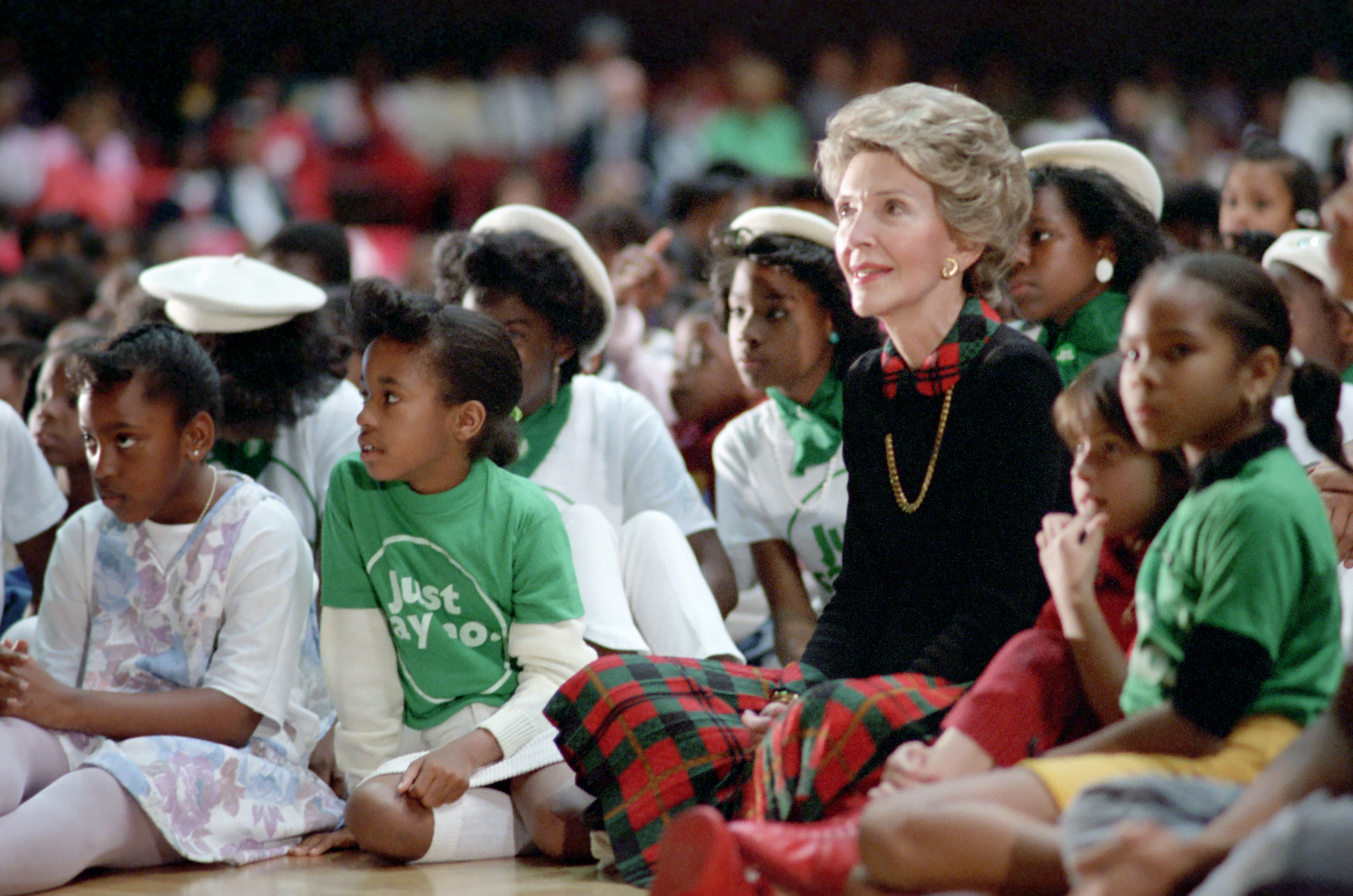
Ненсі Рейган 20 січня 1981 — 20 січня 1989 Кампанія «Just Say No» ("Просто скажи ні") проти наркотиківНенсі Рейган відвідує з дітьми ралі «Just Say No»
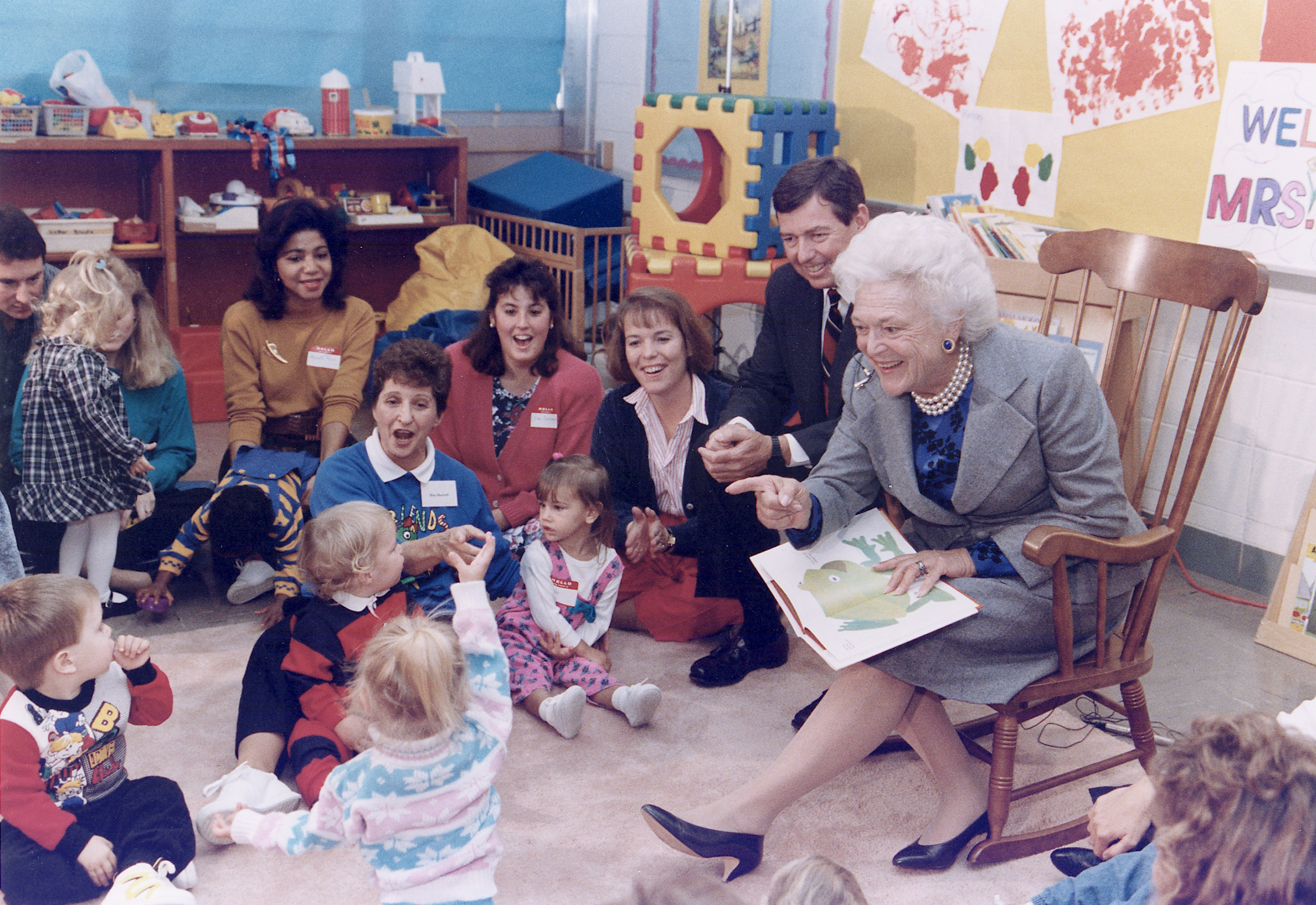
Барбара Буш 20 січня 1989 — 20 січня 1993 Дитяча грамотністьБарбара Буш читає книжку школярам
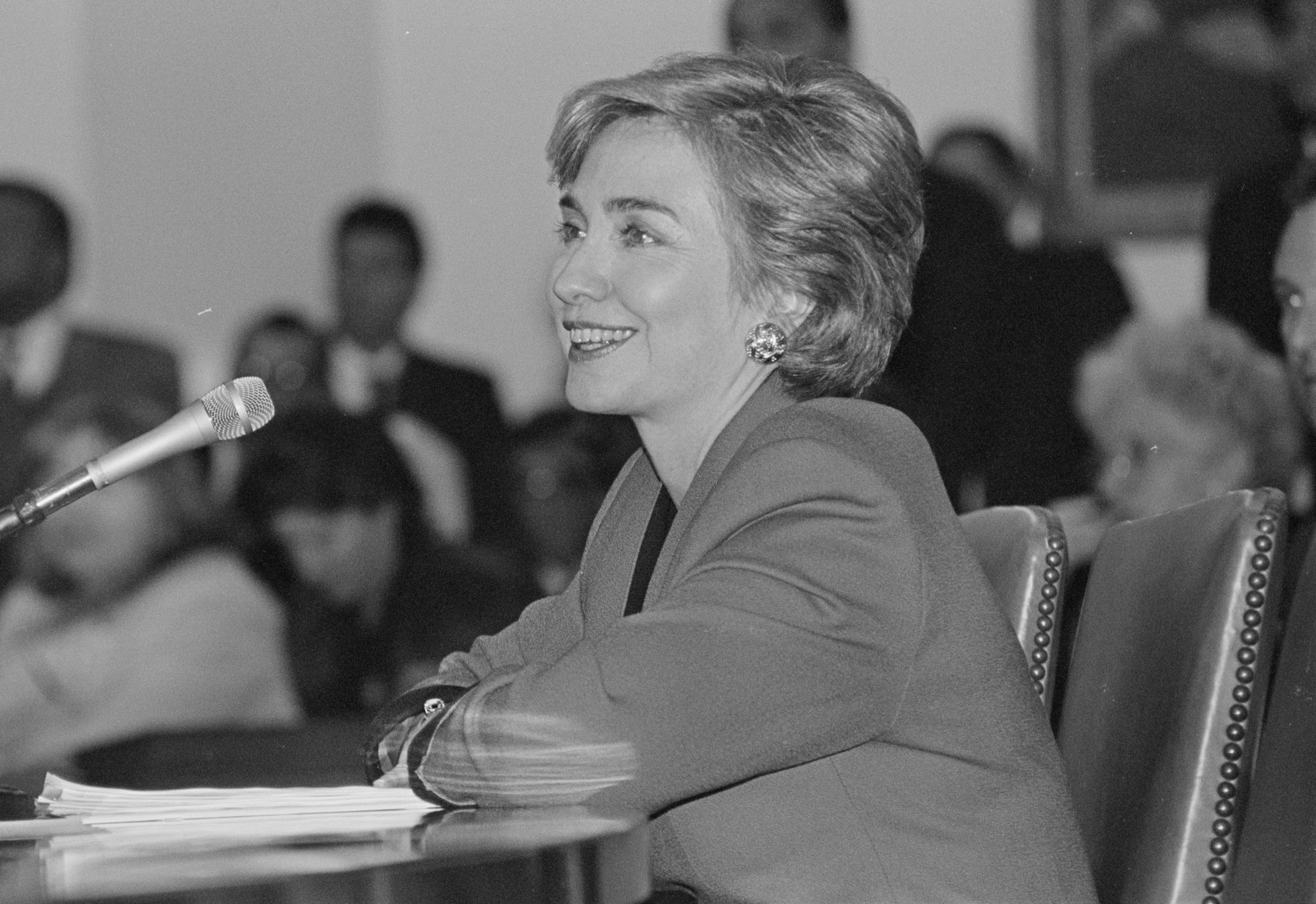
Гілларі Клінтон 20 січня 1993 — 20 січня 2001 Реформа охорони здоров'яГілларі Клінтон представляє медичну реформу на слуханні в Конгресі
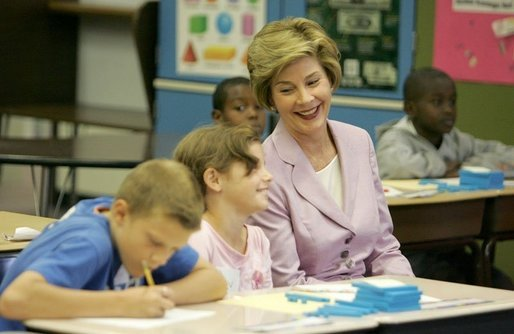
Лора Буш 20 січня 2001 — 20 січня 2009 Кампанія «Ready to Read, Ready to Learn» ("Готові читати, готові вчитись") про дитячу грамотністьЛора Буш присутня на уроці математики в п'ятому класі
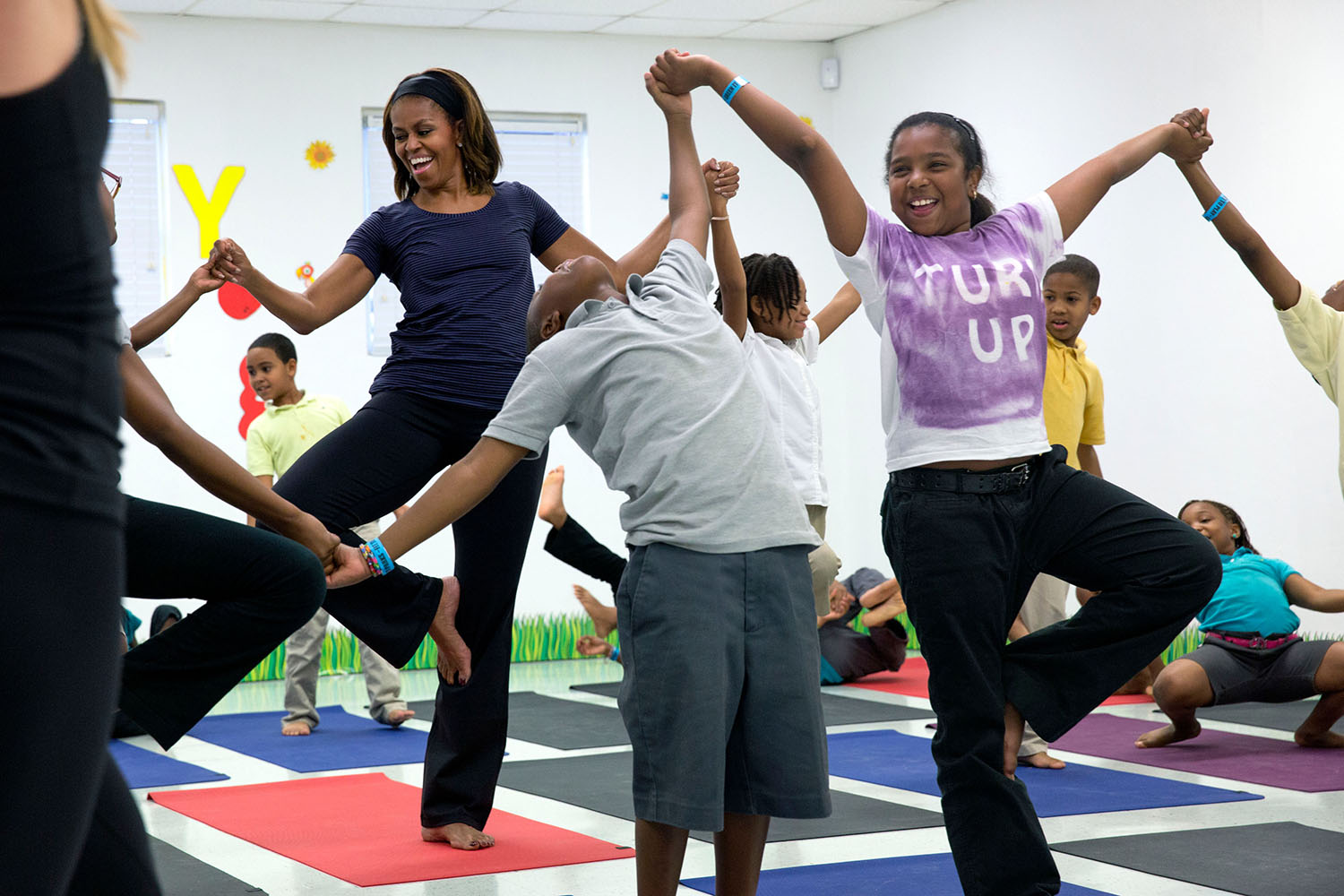
Мішель Обама 20 січня 2009 — 20 січня 2017 Кампанія «Let's Move!» ("Ворушімось!") проти дитячого ожирінняМішель Обама разом з дітьси на уроці йоги
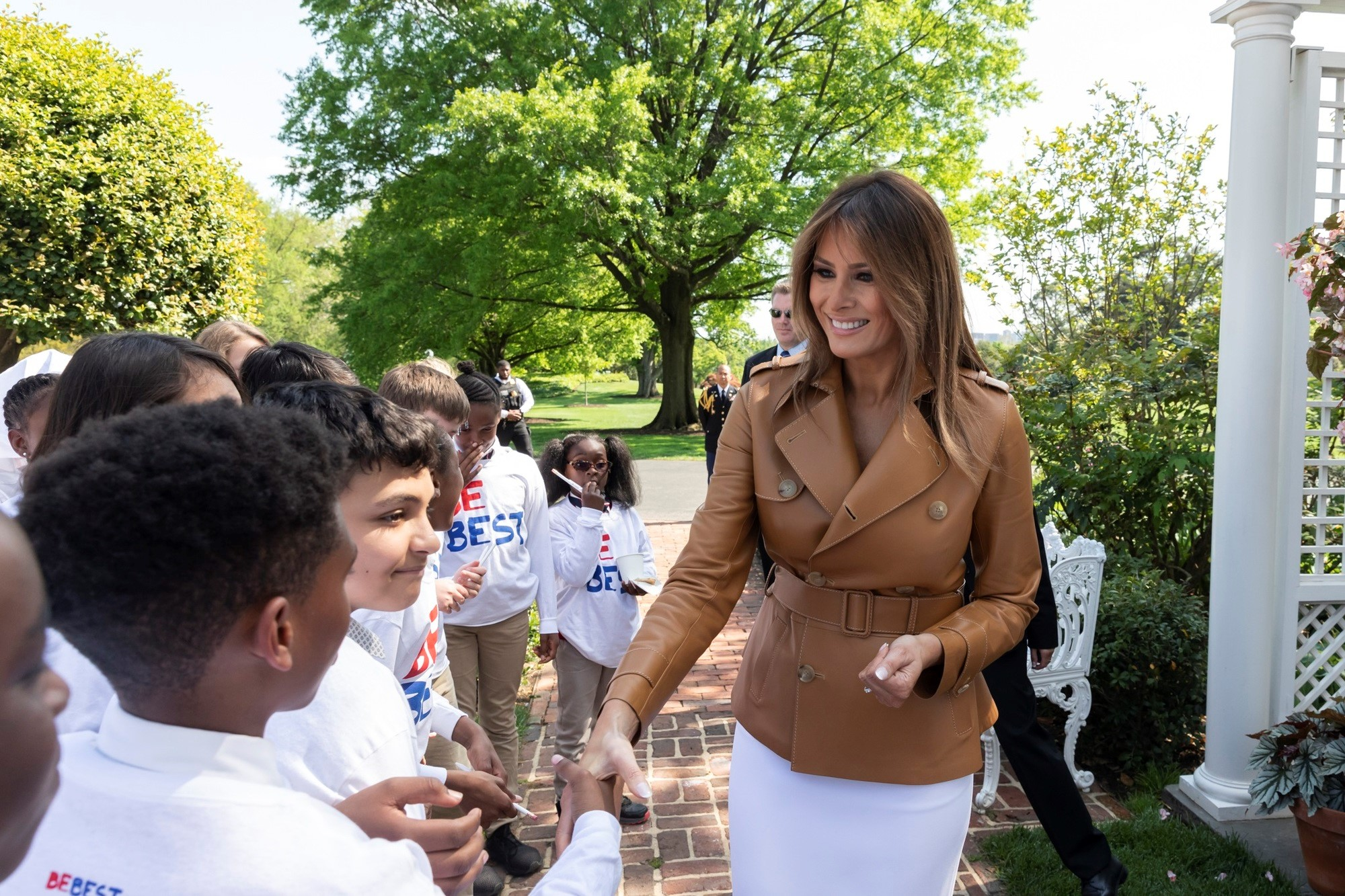
Меланія Трамп з 20 січня 2017 Кампанія «Be Best» ("Будь кращим") проти кібермоббінгуМеланія Трамп разом з дітьми відвідує раллі «Be Best»

## Живі колишні перші леді
Станом на березень 2025 є четверо живих колишніх Перших леді:

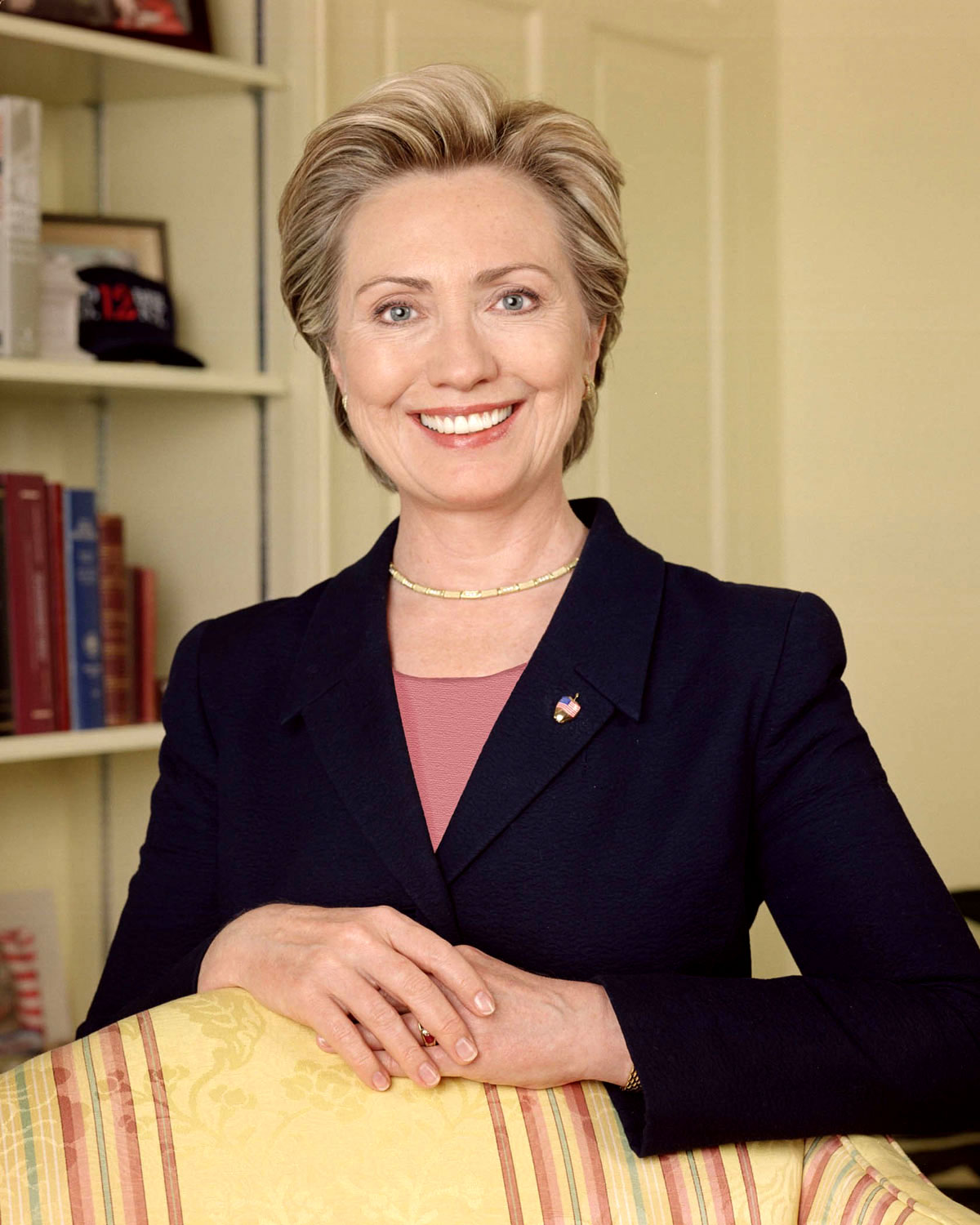
Гілларі Клінтон Перша леді в 1993–2001 народилась в 1947 (їй 77 років) дружина Білла Клінтона
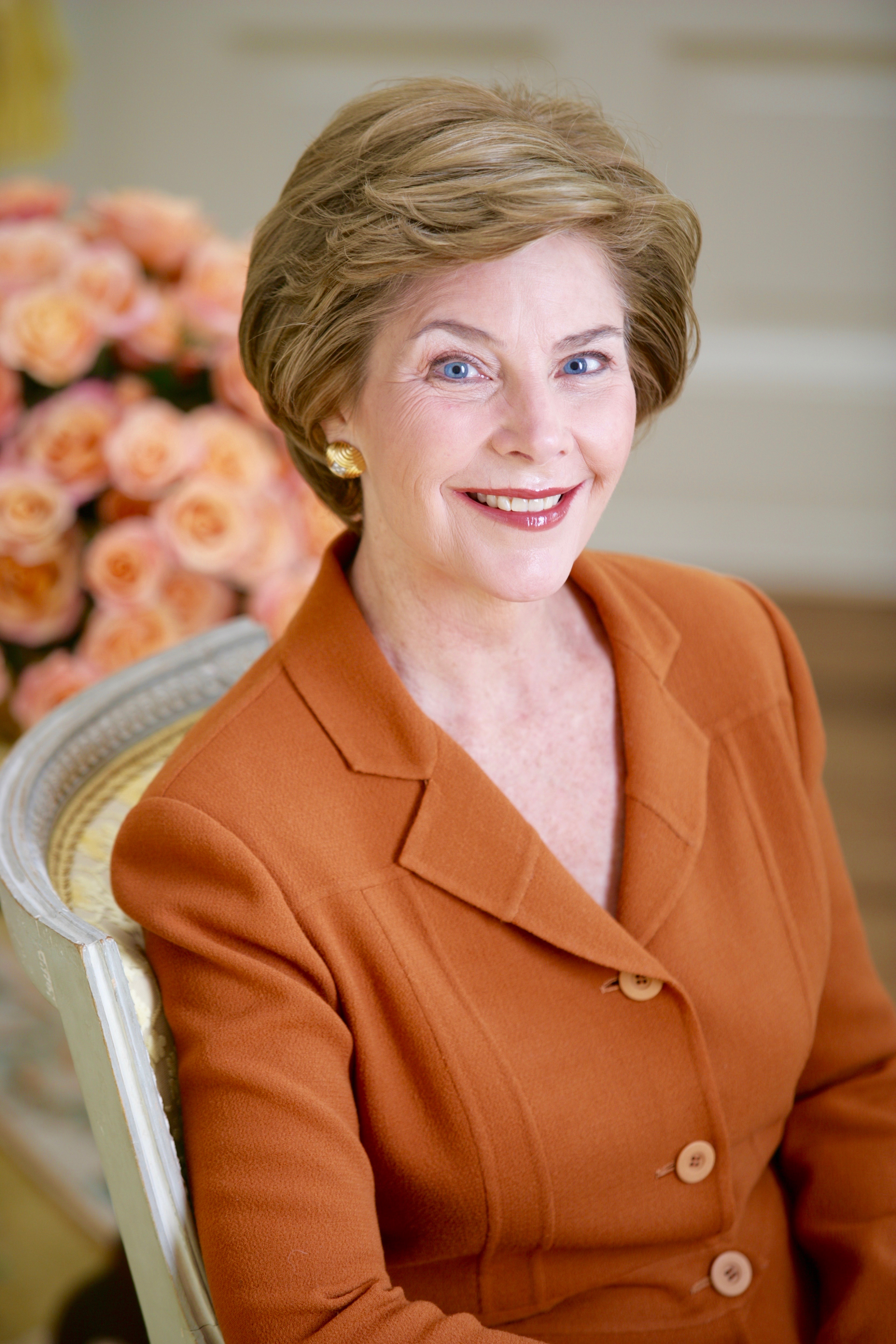
Лора Буш Перша леді в 2001–2009 народилась в 1946  (їй 78 років) дружина Джорджа Буша молодшого
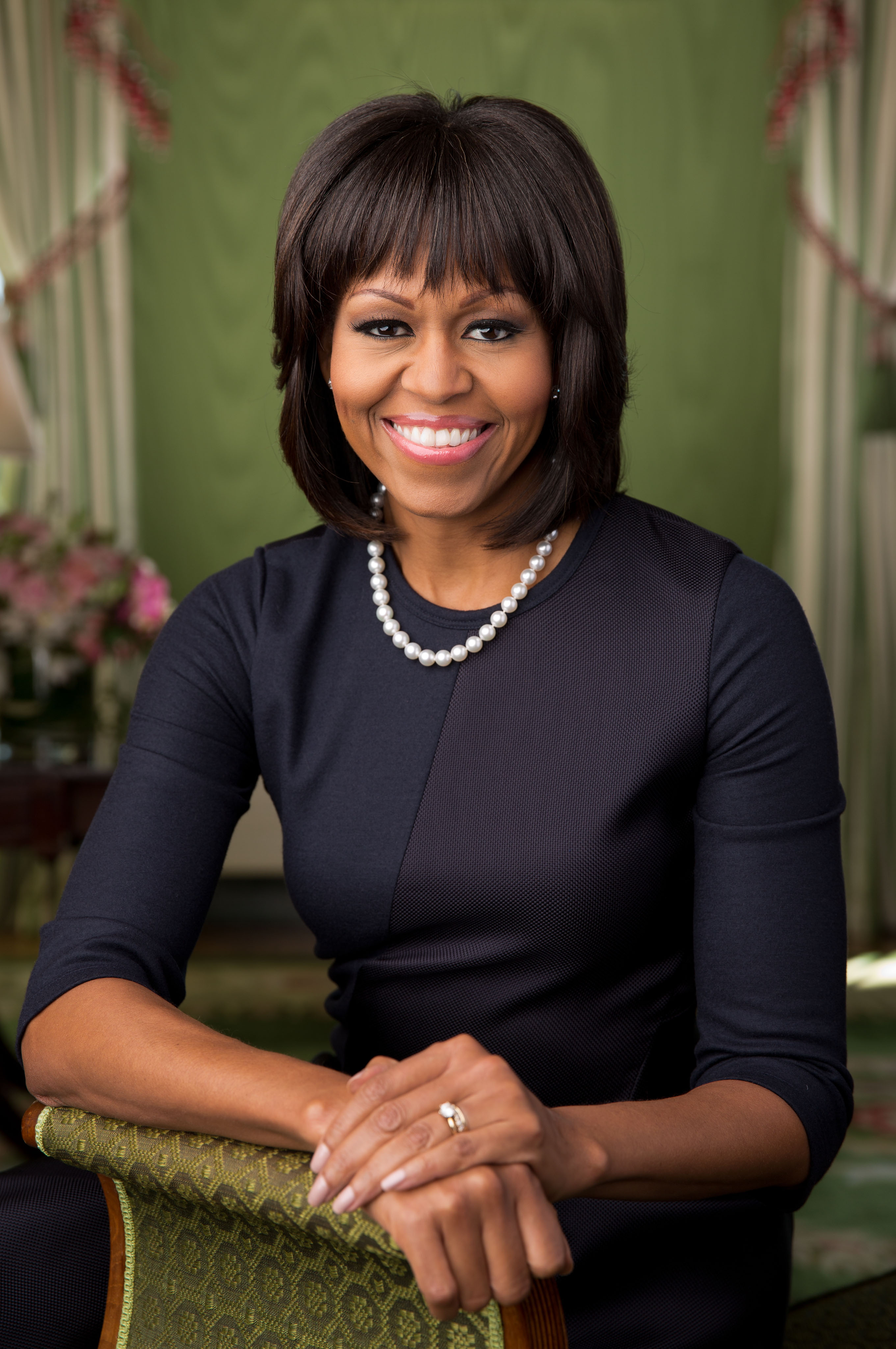
Мішель Обама Перша леді в 2009–2017 народилась в 1964 (їй 61 рік) дружина Барака Обами
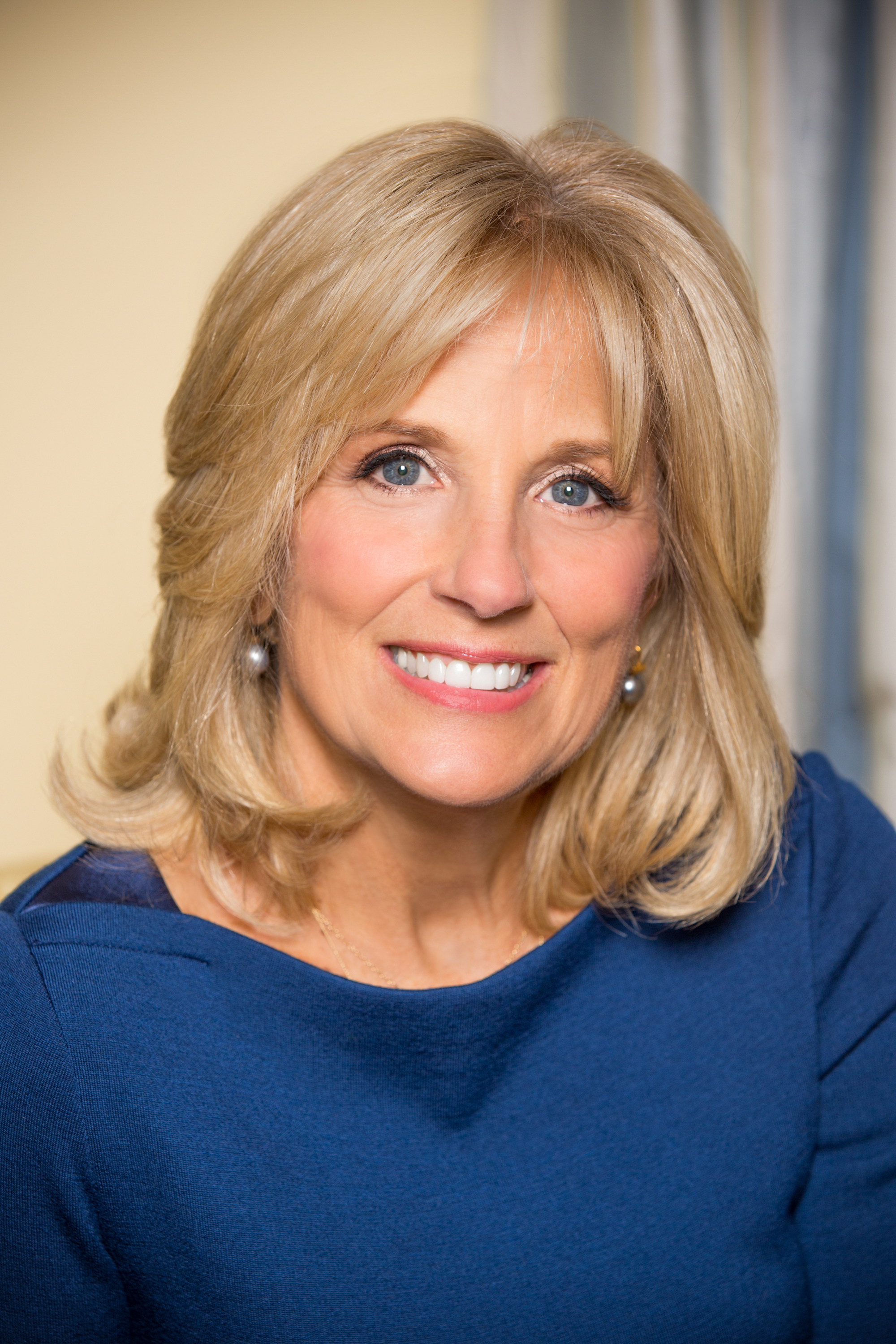
Джилл Байден Перша леді в 2021-2025 народилась в 1951 (їй 73 роки) дружина Джо Байдена

Останньою померлою Першою леді є Розалін Картер (Перша леді в 1977—1981, дружина Джиммі Картера), вона померла 19 листопада 2023 у віці 96 років. Найбільше живих колишніх Перших леді одночасно (у кількості десяти) було під час двох періодів:
- 2 червня 1886 — 23 серпня 1887 коли були живі Сара Джексон, Прісцилла Тайлер, Джулія Тайлер, Сара Чілдресс Полк, Гаррієт Лейн, Джулія Грант, Люсі Уебб Хейз, Лукреція Гарфілд, Мері Артур Мак-Елрой та Роуз Клівленд.
- 4 березня — 25 червня 1889 коли були живі всі попередньо перелічені, крім Сари Джексон, але до них доєдналась Френсіс Клівленд.